# Pulce non c'è
Pulce non c'è è un film del 2012 diretto da Giuseppe Bonito, adattamento cinematografico dell'omonimo romanzo di Gaia Rayneri.
La pellicola è stata presentata nel corso della settima edizione del Festival internazionale del film di Roma, vincendo il premio speciale della giuria, ed è stata regolarmente distribuita nelle sale soltanto il 6 marzo 2014.

## Trama
Margherita Camurati, per tutti Pulce, è una bambina autistica di nove anni: non ha mai imparato a parlare ma comunica a gesti, beve solo tamarindo e ama il tango. Attraverso lo sguardo riflessivo ma trasognato della sorella maggiore Giovanna, tredici anni, viene raccontata la quotidianità di Pulce: la mamma Anita si impegna con tutte le forze per consentire a Margherita di vivere una vita felice e cerca di portare avanti una famiglia quanto più "normale" e serena possibile, scontrandosi spesso col marito Gualtiero, un medico dall'apparenza burbera, che in realtà per amore della figlia si adegua a tutte le sue piccole stranezze. A completare il quadro familiare ci sono i genitori di Gualtiero, in particolare la nonna Carmen, donna tenace e legatissima alle nipoti.
Una mattina qualunque, come d'abitudine, Anita si reca a scuola per prelevare la figlia minore ma la maestra, senza darle troppe spiegazioni, le dice solo che Pulce non c'è. Da qui la famiglia Camurati si trova catapultata in una complessa vicenda giudiziaria: secondo gli assistenti sociali, infatti, Pulce ha svelato che lei e Giovanna vengono abusate sessualmente dal padre. In attesa di giungere alla verità processuale, Pulce viene messa a vivere in una comunità, dove le è consentito incontrare la madre e la sorella solo una volta alla settimana e solo nel rispetto di un rigido protocollo di istruzioni.
È così che l'esistenza di Margherita comincia ad essere considerata da una società che fino a questo momento aveva sempre finto che non ci fosse, Pulce inizia ad esserci solo quando non c'è, mentre gli equilibri familiari si scollano: Anita, che per anni ha vissuto in funzione della malattia della figlia, manifesta chiari sintomi di un cedimento psicologico che le impedisce di dedicare a Giovanna le attenzioni di cui necessiterebbe in questa fase così delicata; Giovanna non si esprime; Gualtiero nel frattempo si fa sempre più ambiguo e accigliato, rispondendo con sarcasmo agli investigatori, tanto da alimentare il sospetto sulla sua colpevolezza. Sarà solo dopo una visita ginecologica alle due ragazzine che i contorni della vicenda riusciranno finalmente a divenire netti.

## Riconoscimenti
- 2012 – Festival internazionale del film di Roma
  - Premio Speciale della Giuria Alice nella città
- 2013 – Nastro d'argento
  - Candidatura Miglior regista esordiente a Giuseppe Bonito
  - Candidatura Migliore canzone originale a Il silenzio di Mokadelic e Niccolò Fabi
- 2013 – Ciak d'oro
  - Candidatura Miglior opera prima a Giuseppe Bonito
- 2014 – Bobbio Film Festival
  - Premio Coppa del Ciabe a Giuseppe Bonito